# Еренари
Ерена́ри (рос. Эренары, чув. Йăранар) — присілок у складі Аліковського району Чувашії, Росія. Входить до складу Тенеєвського сільського поселення.
Населення — 331 особа (2010; 395 у 2002).
Національний склад:
- чуваші — 99 %